# Frances Walsingham
Frances Walsingham (født 1569, død 13. februar 1631) var datter af sir Francis Walsingham, Elizabeth I af Englands efterretningschef, og Ursula St. Barbe.
Hun blev hofdame for Elizabeth I, og giftede sig i 1583 med poeten og hofmand Philip Sidney. Han døde bare tre år senere, i 1586. Da hendes far døde i 1590 fik Frances et årligt stipendium på 300 pund.
I 1590 gifter hun sig med Robert Devereux, 2. jarl af Essex. Han var Elizabeth Is favorit, og ægteskabet skabte et dårligt blod mellem Essex og dronningen. Han blev henrettet i 1601 fordi han havde deltaget i et kupforsøg.
Frances Walsingham fik tre barn med Essex:
- Frances Devereux
- Robert Devereux, 3. jarl af Essex
- Dorothy Devereux